# Holandia na Letnich Igrzyskach Olimpijskich Młodzieży 2010
Holandię na Letnich Igrzyskach Olimpijskich Młodzieży 2010 w Singapurze reprezentowało 36 sportowców w 10 dyscyplinach.

## Skład kadry

### Badminton
- Nick Fransman
- Josephine Wentholt

### Gimnastyka
- Karl Kosztka
- Denise Liefting
- Tess Moonen

### Hokej na trawie
- Roos Broek
- Lara Dell’Anna
- Frederique Derkx
- Saskia van Duivenboden
- Jet de Graeff
- Juliette van Hattum
- Mathilde Hotting
- Marloes Keetels
- Lisanne de Lange
- Liselotte van Mens
- Elsie Nix
- Floor Ouwerling
- Floortje Plokker
- Macey de Ruiter
- Lisa Scheerlinck
- Lieke van Wijk

### Judo
- Laura Prince

### Kolarstwo
- Twan van Gendt
- Maartje Hereijgers
- Friso Roscam Abbing
- Thijs Zuurbier

### Łucznictwo
- Maud Custers
- Rick van den Oever  srebrny medal

### Pływanie
- Dion Dreesens
- Manon Minneboo

### Tenis stołowy
- Britt Eerland
- Koen Hageraats

### Wioślarstwo
- Annick Taselaar
- Bastiaan Vervoort

### Żeglarstwo
- Kiran Badloe
- Daphne van den Vaart